# Uwe Seidel (Theologe)
Uwe Seidel (* 8. September 1937 in Soest; † 19. Dezember 2007 in Düsseldorf) war ein deutscher evangelischer Theologe und Schriftsteller.

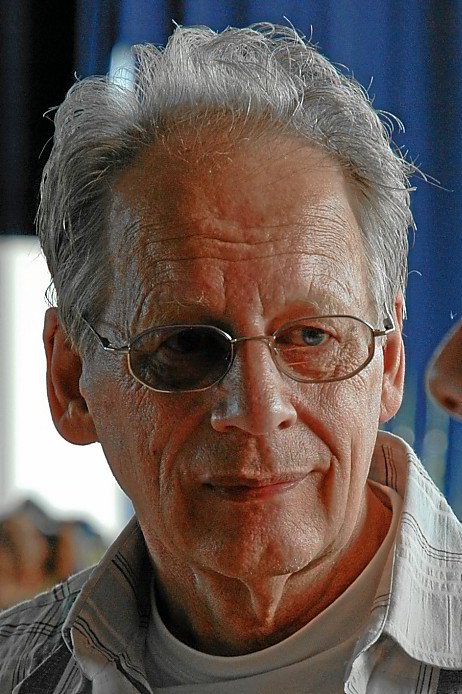
Uwe Seidel beim 30. Deutschen Evangelischen Kirchentag 2005 in Hannover

## Leben und Werk
Seidel studierte Evangelische Theologie an der Kirchlichen Hochschule Wuppertal. Im August 1971 wurde er zum Pfarrer ordiniert. Von 1975 bis 1985 arbeitete er im Volksmissionarischen Amt der Evangelischen Kirche im Rheinland in Düsseldorf, wo er unter anderem neue Gottesdienstformen entwickelte. Vom 1. Januar 1985 bis zu seiner Pensionierung im September 2000 war er Pfarrer der Evangelischen Kirchengemeinde Köln-Klettenberg und betreute einen Pfarrbezirk an der Johanneskirche. Dort initiierte er die ökumenisch ausgerichteten Beatmessen, deren regelmäßiger Gast Hanns Dieter Hüsch war, wo aber auch Friedrich Karl Barth oder Dietmar Schönherr auftraten. 1995 schrieb er den Text zum Neuen Geistlichen Lied Keinen Tag soll es geben, dessen Melodie Thomas Quast 1997 komponierte.
Beim Kirchentag in Düsseldorf 1973 gestaltete Seidel erstmals eine Liturgische Nacht, die Vorbild für eine neue Gottesdienstform wurde.
Nach seiner Pensionierung lebte Seidel im Westerwalddorf Mehren. Mit seiner Frau war er 40 Jahre lang bis zu seinem Tod verheiratet.

## Werke (in Auswahl)
- Aktion Gottesdienst. Wuppertal 1970
- Aktion politisches Nachtgebet. Wuppertal 1971
- Herr, höre mein Gebet. Gladbeck 1972
- Psalmen der Hoffnung. Gladbeck 1973
- Gottesdienst am Ort. Essen 1973
- Weg der Versöhnung. Düsseldorf 1975
- Es geschah aber zu der Zeit. Gladbeck 1978
- Damit sie das Leben haben. Düsseldorf 1978
- Gebete zum Frieden. Wuppertal 1982
- Das Brot ist der Himmel. Düsseldorf 1985
- Wenn uns hören und sehen vergeht. Düsseldorf 1987
- Du bist das Licht. Wuppertal 1987
- Ich stehe unter Gottes Schutz. Psalmen für Alletage. Mit Hanns Dieter Hüsch, tvd-Verlag, Düsseldorf 1996, ISBN 3-926512-13-X
- Das kleine Buch der Liebe. tvd-Verlag, Düsseldorf 2002
- Erzählende Bibel. tvd-Verlag, tvd-Verlag, Düsseldorf 2003
- Das kleine Buch der Engelgebete. tvd-Verlag, Düsseldorf 2003
- Das kleine Buch vom Licht in der Nacht. tvd-Verlag, Düsseldorf 2004
- Das kleine Buch zur Weihnachtszeit. tvd-Verlag, Düsseldorf 2006

### Neues Geistliches Lied
- Aus der Tiefe rufe ich zu dir, Text: Uwe Seidel 1981; Musik: Oskar Gottlieb Blarr 1981, in: Gotteslob GL 283, Gesangbuch der Evangelisch-methodistischen Kirche 383 und im Gesangbuch Wo wir doch loben, wachsen neue Lieder - plus, Nr. 4